# IC 1509
IC 1509 ist eine Spiralgalaxie vom Hubble-Typ Sc im Sternbild Aquarius auf der Ekliptik. Sie ist schätzungsweise 296 Millionen Lichtjahre von der Milchstraße entfernt.
Das Objekt wurde am 25. August 1892 von Stéphane Javelle entdeckt.